# 香港管弦樂團
香港管弦樂團（英語：Hong Kong Philharmonic Orchestra，縮寫：HKPhil、HKPO），簡稱港樂，是香港最具代表性的交響樂團。香港管弦樂團前身是1947年由中英學會成立的中英管弦樂團，至1957年脫離中英學會獨立，並改名為香港管弦樂團，管治機構則以香港管弦協會之名註冊。改組後首場音樂會就是於同年10月31日在香港大學陸佑堂舉行。

## 歷史

### 中英管弦樂團
中英管弦樂團於1947年由中英學會成立，隸屬於中英學會音樂組。成立不久樂團即由音樂組的伯嘉（Anthony Braga）邀請自英返港的白德醫生（Dr. Solomon Bard）出任指揮，於1948年4月30日於聖士提反女子中學禮堂首演。樂團致力以音樂活動團結香港社會上各個族群以及普及古典音樂，填補本地管弦樂演奏活動的空白。
1953年，曾先後擔任上海工部局樂隊（今上海交響樂團）樂團首席及指揮的意大利音樂家富亞從上海到香港定居，白德醫生遂邀請富亞出任指揮，自己改任樂團首席。1957年，因發展開始成熟，樂團決定從中英學會獨立。從母會獨立之樂團定名為香港管弦樂團，並以香港管弦協會之名註冊。

### 港樂的業餘年代
港樂獨立後仍由富亞擔任指揮，可是由於富亞選曲保守，樂手漸漸不滿。1969年，改聘曾於荷蘭學藝的印尼華僑林克昌擔任指揮。在林克昌帶領之下，樂團繼續進步，也擴大了演出曲目範疇。例如1971年香港首演貝多芬第九交響曲。
1973年，在市政局支持下，港樂公佈職業化計劃，並將協會註冊為有限公司。1974年1月，港樂首個職業樂季開鑼，成為香港史上首個職業管弦樂團。同年，中英學會解散。

### 源頭爭議
自1978年起，樂團之歷史簡介開始聲稱其源頭為1895成立之Hong Kong Philharmonic Society（HKPS）。然而此說法一直存有爭議，白德醫生曾在不同著作聲稱港樂與HKPS並無繼承關係。此說法流傳近四十年後遇上質疑，樂團在2016年的歷史簡介僅從1974年職業化開始，而實際上樂團一直僅以職業化之年份作團慶計算起點。

## 歷代標誌
- 港樂第一代標誌
- 港樂第二代標誌（1982年至2012年）

## 歷任指揮

### 中英管弦樂團（1947年至1957年）
- 1947年至1953年：白德（Solomon Bard）
- 1953年至1957年：富亞（Arrigo Foa）

### 香港管弦樂團（1957年至1973年）
- 1957年至1969年：富亞
- 1969年至1973年：林克昌

### 香港管弦樂團（1974年至今）

#### 音樂總監
- 1974年至1975年：林克昌
- 1977年至1978年：蒙瑪（Hans-Gunther Mommer）
- 1979年至1981年：董麟
- 1984年至1989年：施明漢（Kenneth Schermerhorn）
- 1989年至2000年：艾德敦
- 2000年至2003年：黃大德
- 2003年至2005年：黃大德（首席指揮）
- 2004年至2012年：艾度·迪華特（Edo de Waart，藝術總監兼總指揮）
- 2012年至2024年：梵志登
- 2026年起：佩多高斯基 (2025/26樂季：港樂候任音樂總監)

#### 桂冠指揮
- 2000年至2009年：艾德敦

#### 首席客席指揮
- 1981年：董麟
- 1982年至1985年：馬克森·蕭士達高維契
- 1984年至1993年：甄健豪
- 2015年至現在：余隆

#### 駐團指揮
- 1984年至1986年：劉子成
- 1986年至2000年：葉詠詩
- 2005年至2006年：克諾森（Harmen Cnossen）
- 2020年至2022年：廖國敏

#### 助理指揮
- 2008年至2010年：蘇柏軒
- 2016年至2018年：葉詠媛
- 2016年至2018年：莎朗嘉

#### 副指揮
- 2010年至2012年：蘇柏軒

## 外部連結
- 港樂官方網頁 （页面存档备份，存于）
- 香港管弦樂團的Facebook專頁
- 香港管弦樂團的X（前Twitter）
- 香港管弦樂團的新浪微博